# Austrian Football League 2007
La Austrian Football League 2007 è stata la 23ª edizione del campionato austriaco di football americano di primo livello, organizzato dalla AFBÖ.

## Squadre partecipanti
| Club                   | Città                    | Stadio | Sponsor ufficiale | Risultato nella stagione 2006 |
| ---------------------- | ------------------------ | ------ | ----------------- | ----------------------------- |
| Carinthian Black Lions | Klagenfurt am Wörthersee |        |                   |                               |
| Cineplexx Blue Devils  | Hohenems                 |        |                   |                               |
| Danube Dragons         | Klosterneuburg           |        |                   |                               |
| Graz Giants            | Graz                     |        | Turek             |                               |
| Tirol Raiders          | Innsbruck                |        |                   |                               |
| Vienna Vikings         | Vienna                   |        | Dodge             |                               |

## Stagione regolare

### Calendario

#### 1ª giornata
| Innsbruck 24 marzo 2007, ore 15:00 | Tirol Raiders | 20 – 35 (6-0 6-14 0-7 8-14) | Graz Giants | Tivoli-Neu Stadion |

| Moosburg 24 marzo 2007, ore 15:30 | Carinthian Black Lions | 6 – 24 (0-3 0-14 0-0 6-7) | Danube Dragons | Kaiser-Arnulf-Sportzentrum |

| Vienna 25 marzo 2007, ore 15:00 | Vienna Vikings | 35 – 18 (7-0 21-6 7-6 0-6) | Cineplexx Blue Devils | Trainingszentrum Ravelinstraße |

#### 2ª giornata
| Graz 31 marzo 2007, ore 14:00 | Graz Giants | 23 – 6 (0-0 3-6 13-0 7-0) | Carinthian Black Lions | Stadion Eggenberg |

| Klosterneuburg 31 marzo 2007, ore 16:00 | Danube Dragons | 29 – 49 (0-7 8-14 7-14 14-14) | Vienna Vikings | Sportanlage Happyland |

| Hohenems 1º aprile 2007, ore 17:00 | Cineplexx Blue Devils | 13 – 32 (7-7 0-12 6-0 0-13) | Tirol Raiders | Stadion Herrenried |

#### 3ª giornata
| Villaco 14 aprile 2007, ore 15:30 | Carinthian Black Lions | 6 – 35 (6-7 0-21 0-0 0-7) | Vienna Vikings | Stadion Villach-Lind |

#### 4ª giornata
| Innsbruck 21 aprile 2007, ore 15:10 | Tirol Raiders | 24 – 14 (0-0 7-7 7-0 10-7) | Vienna Vikings | Tivoli-Neu Stadion |

| Villaco 21 aprile 2007, ore 15:30 | Carinthian Black Lions | 23 – 14 (0-7 7-0 13-0 3-7) | Graz Giants | Stadion Villach-Lind |

| Hohenems 21 aprile 2007, ore 17:00 | Cineplexx Blue Devils | 7 – 14 (0-0 0-7 0-7 7-0) | Danube Dragons | Stadion Herrenried |

#### 5ª giornata
| Graz 28 aprile 2007, ore 16:00 | Graz Giants | 49 – 21 (14-0 21-14 7-7 7-0) | Tirol Raiders | Stadion Eggenberg |

#### 6ª giornata
| Klosterneuburg 5 maggio 2007, ore 16:00 | Danube Dragons | 35 – 49 (7-14 14-14 7-6 7-15) | Tirol Raiders | Sportanlage Happyland |

| Vienna 6 maggio 2007, ore 16:00 | Vienna Vikings | 49 – 21 (14-0 14-7 14-0 7-14) | Graz Giants | Hohe Warte Stadion |

#### 7ª giornata
| Innsbruck 19 maggio 2007, ore 15:10 | Tirol Raiders | 28 – 0 (14-0 7-0 7-0 0-0) | Carinthian Black Lions | Tivoli-Neu Stadion |

| Graz 19 maggio 2007, ore 16:00 | Graz Giants | 18 – 27 (6-7 6-10 6-3 0-7) | Vienna Vikings | Stadion Eggenberg |

| Klosterneuburg 19 maggio 2007, ore 16:00 | Danube Dragons | 35 – 23 (7-9 14-0 0-0 14-14) | Cineplexx Blue Devils | Sportanlage Happyland |

#### 8ª giornata
| Graz 2 giugno 2007, ore 17:00 | Graz Giants | 27 – 21 (13-7 8-0 6-8 0-0) | Danube Dragons | Stadion Eggenberg |

| Innsbruck 2 giugno 2007, ore 17:10 | Tirol Raiders | 47 – 35 (14-7 14-0 7-6 12-22) | Cineplexx Blue Devils | Tivoli-Neu Stadion |

#### 9ª giornata
| Klosterneuburg 9 giugno 2007, ore 16:00 | Danube Dragons | 38 – 22 (7-6 17-16 7-0 7-0) | Carinthian Black Lions | Sportanlage Happyland |

| Hohenems 9 giugno 2007, ore 17:15 | Cineplexx Blue Devils | 20 – 33 (0-13 7-13 7-0 6-7) | Graz Giants | Stadion Herrenried |

#### 10ª giornata
| Moosburg 16 giugno 2007, ore 17:00 | Carinthian Black Lions | 54 – 20 (13-0 26-14 0-6 15-0) | Cineplexx Blue Devils | Kaiser-Arnulf-Sportzentrum |

| Vienna 17 giugno 2007, ore 15:00 | Vienna Vikings | 56 – 12 (21-6 21-6 14-0 0-0) | Tirol Raiders | Hohe Warte Stadion |

#### 11ª giornata
| Vienna 24 giugno 2007 | Vienna Vikings | 58 – 28 (214-0 14-14 21-14 9-0) | Danube Dragons | Hohe Warte Stadion |

### Classifica
La classifica della regular season è la seguente:
- PCT = percentuale di vittorie, G = partite giocate, V = partite vinte,  P = partite perse, PF = punti fatti, PS = punti subiti

| Pos. | Squadra                | PCT  | G | V | N | P | PF  | PS  |
| ---- | ---------------------- | ---- | - | - | - | - | --- | --- |
| 1    | Vienna Vikings         | .875 | 8 | 7 | 0 | 1 | 323 | 156 |
| 2    | Graz Giants            | .625 | 8 | 5 | 0 | 3 | 220 | 187 |
| 3    | Tirol Raiders          | .625 | 8 | 5 | 0 | 3 | 233 | 237 |
| 4    | Danube Dragons         | .500 | 8 | 4 | 0 | 4 | 224 | 241 |
| 5    | Carinthian Black Lions | .429 | 7 | 3 | 0 | 4 | 117 | 182 |
| 6    | Cineplexx Blue Devils  | .000 | 7 | 0 | 0 | 7 | 136 | 250 |

## Austrian Bowl XXIII
| Vienna 14 luglio 2007, ore 19:45 | Vienna Vikings | 42 – 14 (6-0 15-14 7-0 14-0)                                                                | Graz Giants | Hohe Warte Stadion (5000 spett.) |
| Kramberger Q1 ( FG ) 33yd Kramberger Q1 ( FG ) 41yd Pointner Q2 ( TD ) 8yd pass from Atwood Atwood Q2 ( tpc ) rush Widner Q4 ( TD ) 27yd pass from Atwood Kramberger Q2 ( pat ) Graham Q3 ( TD ) 11yd run Kramberger Q3 ( pat ) Atwood Q4 ( TD ) 4yd run Kramberger Q4 ( pat ) Asiladab Q4 ( TD ) 46yd pass from Atwood Kramberger Q4 ( pat ) Marcatori Geier Q2 ( TD ) 4yd pass from Ricks Kipperer Q1 ( pat ) Mittl Q2 ( TD ) 4yd run Kipperer Q2 ( pat ) |                |                                                                                             |             |                                  |
| |                |                                                                                             |             |                                  |
| Kramberger Q1 (FG) 33yd Kramberger Q1 (FG) 41yd Pointner Q2 (TD) 8yd pass from Atwood Q2 (tpc) rush Widner Q4 (TD) 27yd pass from Atwood Kramberger Q2 (pat) Graham Q3 (TD) 11yd run Kramberger Q3 (pat) Atwood Q4 (TD) 4yd run Kramberger Q4 (pat) Asiladab Q4 (TD) 46yd pass from Atwood Kramberger Q4 (pat) | Marcatori      | Geier Q2 (TD) 4yd pass from Ricks Kipperer Q1 (pat) Mittl Q2 (TD) 4yd run Kipperer Q2 (pat) |             |                                  |

## Verdetti
- Vienna Vikings Campioni dell'Austria 2007